# Judo-Weltmeisterschaften 1995
Die 18. Judo-Weltmeisterschaften 1995 fanden vom 27. September bis zum 30. September 1995 in Chiba, Japan, statt.

## Ergebnisse

### Männer
| Gewichtsklasse | Gold              | Silber               | Bronze                 |
| -------------- | ----------------- | -------------------- | ---------------------- |
| - 60 kg        | Nikolai Oschegin  | Giorgi Wasagaschwili | Ryūji Sonoda           |
| - 60 kg        | Nikolai Oschegin  | Giorgi Wasagaschwili | Natik Bagirov          |
| - 65 kg        | Udo Quellmalz     | Yukimasa Nakamura    | Bektaş Demirel         |
| - 65 kg        | Udo Quellmalz     | Yukimasa Nakamura    | Kim Dae-ik             |
| - 71 kg        | Daisuke Hideshima | Kwak Dae-sung        | Diego Brambilla        |
| - 71 kg        | Daisuke Hideshima | Kwak Dae-sung        | Jimmy Pedro            |
| - 78 kg        | Toshihiko Koga    | Shay-Oren Smadja     | Djamel Bouras          |
| - 78 kg        | Toshihiko Koga    | Shay-Oren Smadja     | Patrick Reiter         |
| - 86 kg        | Jeon Ki-young     | Hidehiko Yoshida     | Nicolas Gill           |
| - 86 kg        | Jeon Ki-young     | Hidehiko Yoshida     | Oleg Malzew            |
| - 95 kg        | Paweł Nastula     | Dmitri Sergejew      | Stéphane Traineau      |
| - 95 kg        | Paweł Nastula     | Dmitri Sergejew      | Shigeru Okaizumi       |
| + 95 kg        | David Douillet    | Frank Möller         | Dawit Chachaleischwili |
| + 95 kg        | David Douillet    | Frank Möller         | Naoya Ogawa            |
| Offene Klasse  | David Douillet    | Sergei Kossorotow    | Shinichi Shinohara     |
| Offene Klasse  | David Douillet    | Sergei Kossorotow    | Selim Tataroğlu        |

### Frauen
| Gewichtsklasse | Gold                 | Silber           | Bronze                  |
| -------------- | -------------------- | ---------------- | ----------------------- |
| - 48 kg        | Ryōko Tamura         | Li Aiyue         | Amarilis Savón          |
| - 48 kg        | Ryōko Tamura         | Li Aiyue         | Małgorzata Roszkowska   |
| - 52 kg        | Marie-Claire Restoux | Carolina Mariani | Legna Verdecia          |
| - 52 kg        | Marie-Claire Restoux | Carolina Mariani | Sharon Rendle           |
| - 56 kg        | Driulis González     | Jung Sun-yong    | Danielle Zangrando      |
| - 56 kg        | Driulis González     | Jung Sun-yong    | Filipa Cavalleri        |
| - 61 kg        | Jung Sung-sook       | Jenny Gal        | Gella Vandecaveye       |
| - 61 kg        | Jung Sung-sook       | Jenny Gal        | Catherine Fleury-Vachon |
| - 66 kg        | Cho Min-sun          | Odalis Revé      | Aneta Szczepańska       |
| - 66 kg        | Cho Min-sun          | Odalis Revé      | Liliko Ogasawara        |
| - 72 kg        | Diadenis Luna        | Ulla Werbrouck   | Tetyana Belajeva        |
| - 72 kg        | Diadenis Luna        | Ulla Werbrouck   | Yōko Tanabe             |
| + 72 kg        | Angelique Seriese    | Zhang Ying       | Daima Beltrán           |
| + 72 kg        | Angelique Seriese    | Zhang Ying       | Son Hyeon-mi            |
| Offene Klasse  | Monique van der Lee  | Sun Fuming       | Lee Hyun-kyung          |
| Offene Klasse  | Monique van der Lee  | Sun Fuming       | Estela Rodríguez        |

## Medaillenspiegel
| Rang      | Land                   | Gold | Silber | Bronze | Gesamt |
| --------- | ---------------------- | ---- | ------ | ------ | ------ |
| 1         | Japan                  | 3    | 2      | 5      | 10     |
| 2         | Südkorea               | 3    | 2      | 3      | 8      |
| 3         | Frankreich             | 3    | 0      | 3      | 6      |
| 4         | Kuba                   | 2    | 1      | 4      | 7      |
| 5         | Niederlande            | 2    | 1      | 0      | 3      |
| 6         | Russland               | 1    | 2      | 1      | 4      |
| 7         | Deutschland            | 1    | 1      | 0      | 2      |
| 8         | Polen                  | 1    | 0      | 2      | 3      |
| 9         | Volksrepublik China    | 0    | 3      | 0      | 3      |
| 10        | Belgien                | 0    | 1      | 1      | 2      |
| 10        | Georgien               | 0    | 1      | 1      | 2      |
| 12        | Argentinien            | 0    | 1      | 0      | 1      |
| 12        | Israel                 | 0    | 1      | 0      | 1      |
| 14        | Türkei                 | 0    | 0      | 2      | 2      |
| 14        | Vereinigte Staaten     | 0    | 0      | 2      | 2      |
| 16        | Österreich             | 0    | 0      | 1      | 1      |
| 16        | Belarus                | 0    | 0      | 1      | 1      |
| 16        | Brasilien              | 0    | 0      | 1      | 1      |
| 16        | Kanada                 | 0    | 0      | 1      | 1      |
| 16        | Vereinigtes Königreich | 0    | 0      | 1      | 1      |
| 16        | Italien                | 0    | 0      | 1      | 1      |
| 16        | Portugal               | 0    | 0      | 1      | 1      |
| 16        | Ukraine                | 0    | 0      | 1      | 1      |
| Insgesamt | Insgesamt              | 16   | 16     | 32     | 64     |